# Gouaram III d'Ibérie
Gouaram III d'Ibérie (en géorgien : გუარამ III), de la dynastie dite des « Gouaramides », est prince-primat d’Ibérie de 693 à 748.

## Biographie
Gouaram III, qui porte le titre byzantin de curopalate, succède à Gouaram II d'Ibérie qui est vraisemblablement son grand-père comme prince héréditaire de Kalarzène-Djavakhéti, prince-primat d’Ibérie comme vassal de l’Empire en 693.
L’offensive des troupes arabes du Calife dans le Caucase l’oblige dès le début de son règne à reconnaître la souveraineté de ce dernier sur l’Ibérie (693-748).

## Union et postérité
Gouaram III est le père de :
- Gouaram IV ou Gourgen II d'Ibérie, prince de Kalarzène-Djavakhéti ;
- une fille, qui épouse Artchil Ier le Martyr, prince de Kakhétie ;
- une fille, qui épouse Vasak Bagratouni[2].